# Alfa Romeo Lynx

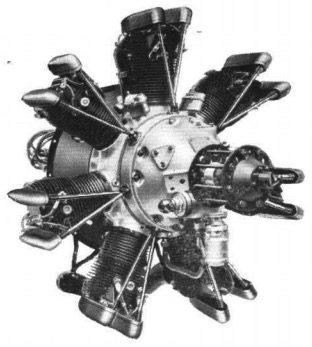
Armstrong Siddeley Lynx

L'Alfa Romeo Lynx era un motore aeronautico radiale a 7 cilindri a singola stella prodotto negli anni trenta dall'azienda italiana Alfa Romeo di Milano. Era una versione derivata dall'Armstrong Siddeley Lynx, costruito su licenza della britannica Armstrong Siddeley.
Nel periodo che va dal 1930 al 1934 ne furono realizzati 450 esemplari.

## Caratteristiche
I cilindri erano in acciaio e le alette erano ricavate dal blocco. Le teste dei cilindri erano in alluminio fuso, avvitate a caldo e le sedi per le valvole erano riportate, in bronzo d'alluminio.

L'albero a gomito era fucinato in un unico pezzo, a un solo gomito, con contrappesi di bilanciamento.
La biella madre era in due pezzi, con cuscinetto antifrizione, sulla quale erano posizionati gli spinotti delle sei bielle secondarie, cave.
La distribuzione avveniva su due valvole (una per l'aspirazione, una per lo scarico), azionate da aste e bilancieri comandati da un tamburo con tre camme.
La lubrificazione sotto pressione era assicurata da una pompa a ingranaggi a doppio corpo: uno per la mandata e l'altro per il recupero.

L'alimentazione era tramite un carburatore verticale Memini Avio N.65 e la miscela veniva inviata al condotto di distribuzione da una ventola calettata sull'albero motore.
L'accensione avveniva grazie a due magneti Marelli MF 7, su due candele per ciascun cilindro e il circuito d'accensione era completamente schermato.

## Velivoli utilizzatori
Italia
- Breda Ba.19
- Breda Ba.25
- Caproni Ca.105
- IMAM Ro.10